# زاخوتین
زاخوتین {{به چکی| Zachotín) یک روستا و شهرستان جمهوری چک در جمهوری چک است که در شهرستان پلهرژیموف واقع شده‌است. زاخوتین ۱۰٫۰۴ کیلومتر مربع مساحت و ۲۳۸ نفر جمعیت دارد و ۵۶۰ متر بالاتر از سطح دریا واقع شده‌است.